# Tour Neptune
Tour Neptune – wieżowiec w Paryżu, we Francji, w dzielnicy La Défense, o wysokości 113 m. Budynek został otwarty w 1975 roku, posiada 25 kondygnacji.